# Accio-Vónitsa
Accio-Vónitsa (griego: Άκτιο-Βόνιτσα) es un municipio de la República Helénica perteneciente a la unidad periférica de Etolia-Acarnania de la periferia de Grecia Occidental.
El municipio se formó en 2011 mediante la fusión de los antiguos municipios de Anaktorio, Palero y Medeón, que pasaron a ser unidades municipales. La capital municipal es la villa de Vónitsa en la unidad municipal de Anaktorio. El municipio tiene un área de 660,2 km² e incluye también los pueblos de Katouna, Palero, Paliampela, Drymos, Monastiraki, Thyrion, Tryfos. 
En 2011 el municipio tenía 17 370 habitantes.
Recibe su nombre de la antigua ciudad de Accio y su término municipal ocupa el cabo del mismo nombre y toda la costa meridional del golfo de Arta. En la parte más occidental del municipio se conectan mediante puentes la ciudad de Préveza y la isla de Léucade.